# Крестильный храм святой равноапостольной княгини Ольги и мученицы княжны Анастасии
Крестильный храм святой равноапостольной княгини Ольги и мученицы княжны Анастасии — православный храм в Старом Осколе, Белгородской области.

## История
В 2007 году началось строительство деревянного храма во имя святой равноапостольной княгини Ольги и мученицы княжны Анастасии. 25 июня 2007 года, в день памяти священномученика Онуфрия, епископа Старооскольского, был освящён закладной камень. 27 ноября 2007 года освящён первый венец. 7 мая 2008 года на храм были водружены резные купола и кресты. 16 мая 2008 года установлен последний купол на звонницу.
Храм возведён из лиственницы, купола с крестами выпилены из осины. Иконостас и жертвенник изготовлены из дуба. Древесина — из архангельских лесов.
15 июля 2008 года настоятель Александро-Невского кафедрального собора протоиерей Алексей Зорин освятил 7 колоколов. 16 августа 2008 года состоялось освящение храма. Его совершил архиепископ Белгородский и Старооскольский Иоанн в сослужении благочинных 1 и 2 Старооскольских округов — протоиерея Алексия Зорина и протоиерея Алексия Бабанина.
30 июля 2009 года в Старооскольском округе состоялось выездное заседание правительства Белгородской области, в ходе которого губернатор региона Е. С. Савченко посетил новый храм.
24 июля 2009 года прошёл первый престольный праздник деревянного храма.